# Plasa Nisporeni, județul Lăpușna
Plasa Nisporeni, care a fost o unitate administrativă de ordin doi din județul Lăpușna al României Mari, avea (la 1930) 71 localități:
1. Afumați
2. Bărboeni
3. Băcșeni
4. Bălănești
5. Bălăurești
6. Bâzdâga
7. Bobeica
8. Boghiceni
9. Boldurești
10. Bolțun
11. Brătuleanca
12. Brătuleni
13. Bujoru
14. Bursuc
15. Călimănești
16. Cățăleni
17. Cârnești
18. Chetroșeni-Noui
19. Chetroșeni-Vechi
20. Ciorăști
21. Ciuciuleni
22. Ciutești
23. Cornești
24. Costuleni
25. Cotu-Morii
26. Cristești
27. Custura
28. Cuza-Vodă
29. Dahnovici
30. Dolna
31. Drăgușenii-Noui
32. Drăgușenii-Vechi
33. Drojdieni
34. Frăsinești
35. Găureni-de-Sus
36. Grozești
37. Heleștieni
38. Isaicani
39. Turceni
40. Mărinici
41. Măcărești
42. Mănăstirea-Hâncu
43. Mileștii-Mari
44. Mirești
45. Mlădinești
46. Nemțeni
47. Nisporeni
48. Obileni-Noui
49. Obileni-Vechi
50. Onești-Noui
51. Onești-Vechi
52. Pașcani
53. Pereni
54. Săcăreni
55. Sălăgeni
56. Seliștea-Veche
57. Soltanești
58. Spărieți
59. Stolniceni
60. Strâmbeni
61. Șapte-Sate
62. Șendreni
63. Șicovăț
64. Valea-Grajdului
65. Valea-Satului
66. Valea-Traisteni
67. Vărzărești
68. Vărzăreștii-Noui
69. Vânători
70. Volcănești
71. Zberoaia